# セシル (浅香唯の曲)
「セシル」は、1988年8月18日に発売された浅香唯の11枚目のシングル。発売元はハミングバード。

## 概要
表題曲「セシル」は、 フランソワーズ・サガンの同名小説を基にした映画『悲しみよこんにちは』の主人公・セシルを題材にしている。
漫画作品『小さな恋のものがたり』の登場人物のチッチとサリーが詞のモデルとなっており、「たとえ見た目は小柄でも大きな愛で人を包み込めるような人になって欲しい」「私自身もそんな大人になれたらいい」という浅香自身の思いが反映されている。
曲中の ″名字で自分を呼び捨てする″ というフレーズは、浅香唯が自身を″浅香は″と呼んでいたところからイメージされている。浅香本人によると「最初は女の子が気に入ってくれたけど、男の子もついてきてくれた」曲と語っている。
シングルではフェード・アウトで終わるが、翌年3月に発売されたオリジナル・アルバム『MELODY FAIR』ではフェード・アウトせず、最後のリピート部分も異なるバージョンを収録（バージョン違いの表記はなし）。テレビで披露する際は、このアルバム・バージョンのエンディング部分が使用されていた。
1989年7月頃に浅香がチェッカーズのラジオ番組『おねがい!チェッカーズ』（ニッポン放送）にゲスト出演した際に鶴久政治が本曲を好きだと公言している。
1991年2月に発売されたベスト・アルバム『Thanks a lot』には、ボーカル新録バージョンが収録されている。
株式会社セガ・インタラクティブが製造・販売するプライズゲーム機、DreamCatcherでこの曲がBGMとして使用されている。
作曲を担当したNOBODYが2011年に発表した30周年記念CD-BOX『NOBODY BOX 〜Early Days〜』にデモバージョンが収録されている。

## 収録曲
1. セシル（4分53秒）
作詞：麻生圭子／作曲：NOBODY／編曲：戸塚修
2. 哀しみの翼（4分14秒）
作詞：佐藤純子／作曲：天野滋／編曲：鷺巣詩郎

## カバー
- 堀ちえみ（2005年、1980年代のアイドル・ソングを集めたカバー・アルバム『堀ちえみの80's IDOL SONGS COLLECTION』に収録）
- Donna Fiore（2008年、カバー・アルバム『fiore』に収録）
- 武藤彩未（2013年、『DNA1980 Vol.2』収録）
- 243（都志見久美子）（2016年6月19日、配信限定シングル）

## 関連作品
セシル
- MELODY FAIR - Album Version
- Thanks a lot - ボーカル新録
- シングル・コレクション
- ANNIVERSARY 2824 （ライブ・アルバム）
- 浅香唯大全集 THE COMPLETE BOX
- 究極のベスト! 浅香唯
- CRYSTALS 〜25th Anniversary Best〜
- 浅香唯 ザ・ベスト
- 浅香唯 30周年記念コンプリートBOX
- YUI ASAKA 40th Anniversary Yui Selection 40 Years Four Seasons PLAYLIST
- Fun!Fan!Fun! Yuiグラフィティ （映像作品）
- ロックンロール・サーカス'89 浅香唯スパークリング・ライブ （映像作品）

哀しみの翼
- シングル・コレクション
- 浅香唯大全集 THE COMPLETE BOX
- MELODY FAIR（2010年発売の紙ジャケットCDにボーナストラックとして収録）
- 浅香唯 30周年記念コンプリートBOX